# 7259 Gaithersburg
7259 Gaithersburg (1994 EG1) là một tiểu hành tinh vành đai chính được phát hiện ngày 6 tháng 3 năm 1994 bởi Y. Shimizu và T. Urata ở Đài thiên văn Nachi-Katsuura.